# 耐力壁
耐力壁（たいりょくへき、たいりょくかべ）とは、建築物において、地震や風などの水平荷重(横からの力)に抵抗する能力をもつ壁のことを示す。そうではない壁(構造的に固定されていない壁)は非耐力壁と呼ぶ。また、木造建築物においては、耐力壁に似ているが、固定方法が不完全で抵抗力の低い壁(間仕切壁など)を準耐力壁と呼ぶ。
耐力壁とほぼ同じ意味の単語として耐震壁がある。一般的に耐震壁は鉄筋コンクリート造の場合に使う用語である。

## 木造建築物における耐力壁
木造の建築物は、接合部分が回転しやすいため、柱と梁だけでは地震や風などの水平荷重に抵抗できない。そのため、各階ごとに所定の量の耐力壁を設置することが義務付けられている。耐力壁の多い建築物は、耐震性・耐風性に優れている。
よく、柱や梁が太い木造建築物は耐震性が高いと言われるが、これは誤りである。伝統工法や木骨ラーメン構造でない限り、柱や梁の太さは、ほとんど耐震性に関係ない。一般の木造建築物(木造軸組工法・枠組壁工法)では、耐力壁の量が多いことや、各部材が金物で正しく緊結されていることが、耐震性を高めるのである。

### 耐力壁の種類と性能
耐力壁は、軸組みに筋交いを金物で取り付けたり、構造用合板などのボード類を所定の釘で打ち付けたりすることで作ることができる。一方で、透湿防水シートやサイディングを取り付けただけの壁は、耐力壁とはならない。
耐力壁の性能を表す数値として、壁倍率がある。壁倍率1.0倍は、壁長さ1m当たり1.96kNの水平荷重(横からの力)に抵抗できることを意味する。この値が高いほど、性能が高く、大きな水平荷重に耐えることができる。木造軸組工法においては、建築基準法令第46条と建設省告示1100号で、いくつかの仕様の耐力壁について、壁倍率を0.1～5.0の範囲で定めている。枠組壁工法においては建設省告示56号で、いくつかの仕様の耐力壁について、壁倍率を0.1～5.0の範囲で定めている。
ただし、ひとつの耐力壁の長さは最低600mm以上(筋交い方式においては900mm以上)でなければならない。

### 耐力壁の量
必要な耐力壁の量は構造計算により求め、その量より多く設置しなければならない。一般的に、面積・階数の大きい建物ほど、また、重い建物ほど、多くの耐力壁が必要である。ただし、小規模な木造建築物(4号建築物)の場合は、特例として、2008年12月まで、建築基準法令46条の簡単な計算(いわゆる壁量計算)によって求めることが許されている。

### 耐力壁の配置
耐力壁は、建物の片方に偏ることなく、バランスよく配置しなければならない。これは、地震時に建物がねじれて倒壊することを防ぐためである。一般的に、建物の外周部付近に多くの耐力壁があると、ねじれに強い。一方、北側が全面耐力壁で、南側が全面開口のような、いわゆるコの字型の配置(木造の商店建築に多い)は、ねじれに弱く、地震時に容易に倒壊する。
耐力壁の偏りを表す数値として、偏心率がある。この値が大きいほど耐力壁が偏っている。建築基準法では、偏心率を計算し、この値を0.15以下(あるいは0.30以下)としなければならないと定めている。ただし、小規模な木造建築物(4号建築物)の場合は、特例として、2008年12月まで、簡単な計算(いわゆる1/4分割法)によって判定することが許されている。
枠組壁工法の場合は耐力壁の配置方法についてさらに厳しい基準が定められており、より高い耐震性・耐風性を確保している。

### 注意事項
耐力壁を作ると、その周辺の柱が抜けやすくなる。そのため、建築基準法では、柱が抜けるのを防止するための補強金物を設置することを義務付けている。金物の種類は、告示1460号の表、又はN値計算、又は構造計算により選定する。
引き抜き力の大きな柱には、ホールダウン金物(=引き寄せ金物)を設置する必要ある。しかし、ホールダウン金物を省略した欠陥住宅が多いのも実情である。
また、そもそも耐力壁の量が不足していたり、構造用合板などを打ち付ける釘の種類や間隔を守っていない欠陥住宅が多いのも実情である。

## 鉄筋コンクリート造建築物における耐力壁
鉄筋コンクリート造(RC造)の建築物は、柱と梁が強固に一体化しており、非常に高い剛性をもっているため、基本的には柱と梁だけで地震や風などの水平荷重(横からの力)に抵抗することができる(=ラーメン構造という)。それでもなお耐震性能が足りないときに、耐力壁が部分的に用いられる。また、集合住宅ですべての階の配置が全く同じものは、境界の壁が耐力壁であることが多い。

### 耐力壁の種類と性能
鉄筋コンクリート造における耐力壁は、ほとんどの場合、柱や梁と一体的に作られた鉄筋コンクリート製の壁である。鉄筋コンクリート製の耐力壁は、壁の厚さと鉄筋の量にほぼ比例して性能が高くなる。
一方で、鉄筋コンクリート製の壁であるが、柱や梁の間にスリットのあるもの(つなぎ目は細めの鉄筋が入れてあり、やわらかいコーキングを充填して仕上げてある)は、非耐力壁である。また、室内の間仕切壁(木製・石膏ボード製・コンクリートブロック製など)も、鉄筋コンクリートに比べて強度が無視できるほど小さいため、非耐力壁である。

### 必要な耐力壁の量
必要な耐力壁の量は、構造計算により求める。一般的に、面積・階数の大きい建物ほど、また、重い建物ほど、多くの耐力壁が必要になる。逆に、より太い柱と太い梁を用いることにより、必要な耐力壁は少なくできる。

### 耐力壁の配置
鉄筋コンクリート製の耐力壁をフレームに組み込むことによって、構造物は非常に固くなるが、一方で柔軟性や粘りを失うことがある。このため、耐力壁はバランスよく配置すること、各階において縦方向に連続するように配置することが重要である。建築基準法では、偏心率を0.15以下、剛性率を0.6以上としなければならないと定めている。

### 注意事項
鉄筋コンクリート造では、耐力壁と非耐力壁の区別が重要であるにもかかわらず、これらの区別をしないで施工された欠陥建築物や欠陥住宅が存在する。例えば、上述のスリットをつけ忘れ、非耐力壁でなければならないものを、中途半端な耐力壁として施工してしまうことが多い。

### 壁式鉄筋コンクリート造の場合
壁式鉄筋コンクリート造 (WRC造) は、柱と梁がなく、主に耐力壁だけで作られた構造である。壁式鉄筋コンクリート造では、上記の基準に加え、さらに厳しい基準(耐力壁の厚さ・耐力壁の量・鉄筋の量・配置方法)が規定されており、より高い耐震性が確保されている。

## 鉄骨造建築物における耐力壁
鉄骨造(S造)建築物は、柱と梁が強固に一体化しており、接合部が非常に高い剛性をもっているため、基本的には柱と梁だけで地震や風などの水平荷重(横からの力)に抵抗することができる(=ラーメン構造という)。それでもなお耐震性能が足りないときに、耐力壁が部分的に用いられる。

### 耐力壁の種類と性能
鉄骨造における耐力壁は、ほとんどの場合、H鋼又は山型鋼を、Xの字型又はVの字型にフレームに組み込んだ、筋交い方式の耐力壁である(これは鉄骨ブレースと呼ばれる)。使用する鉄骨は、太いほど性能が良くなる。ただし、両端部の接合(特に溶接)も太さに応じて大変厳しいものとなる。
一方で、鉄骨造でよく見られるALC外壁やカーテンウォールは、2箇所程度しか固定されておらず、地震時にはスライド又は回転するようにできている。従って、これらは非耐力壁である。また、室内の間仕切壁(木製・石膏ボード製など)も、鉄骨に比べ強度が無視できるほど小さいため、非耐力壁である。

### 必要な耐力壁の量
必要な耐力壁の量は、構造計算により求める。一般的に、面積・階数の大きい建物ほど、また、重い建物ほど、多くの耐力壁が必要になる。逆に、より太い柱と太い梁を用いることにより、必要な耐力壁は少なくできる。

### 耐力壁の配置
鉄骨ブレースをフレームに組み込むことによって、構造物は非常に固くなるが、一方で柔軟性や粘りを失うことがある。このため、耐力壁はバランスよく配置すること、各階において縦方向に連続するように配置することが重要である。建築基準法では、偏心率を0.15以下、剛性率を0.6以上としなければならないと定めている。